# Итапесерика (Минас-Жерайс)
Итапесерика (порт. Itapecerica) — муниципалитет в Бразилии, входит в штат Минас-Жерайс. Составная часть мезорегиона Запад штата Минас-Жерайс. Входит в экономико-статистический микрорегион Формига. Население составляет 20 653 человека на 2007 год. Занимает площадь 1042,060 км². Плотность населения — 19,7 чел./км².

## История
Город основан 20 ноября 1789 года.

## Статистика
- Валовой внутренний продукт на 2004 год составляет 108 631 924 реалов (данные: Бразильский институт географии и статистики).
- Валовой внутренний продукт на душу населения на 2004 год составляет 5258,08 реалов (данные: Бразильский институт географии и статистики).
- Индекс развития человеческого потенциала на 2000 год составляет 0,763 (данные: Программа развития ООН).